# Valdegrudas
Valdegrudas – gmina w Hiszpanii, w prowincji Guadalajara, w Kastylii-La Mancha, o powierzchni 13,92 km². W 2011 roku gmina liczyła 67 mieszkańców.